# Empire Builder
A Empire Builder egy vasúti járat az USA-ban. Az Amtrak üzemelteti 1981 október 2 óta. A legutolsó pénzügyi évben összesen 433 372 (2019) utas utazott a járaton, naponta átlagosan 1187 (2019) utasa volt.